# Historischer Verein des Kantons Thurgau
Der Historische Verein des Kantons Thurgau eingetragen als Historischer Verein des Kantons Thurgau ist eine Geschichtsvereinigung in der Schweiz im Kanton Thurgau. Er wurde am 3. November 1859 unter der Präsidentschaft von Johann Adam Pupikofer gegründet. Sitz des Vereins ist in der Stadt Frauenfeld.
Der Verein widmet sich der Erforschung der thurgauischen Vergangenheit sowie der allgemeinverständlichen Vermittlung der Forschungsergebnisse an seine Mitglieder und die Öffentlichkeit. Das geschieht durch Mitgliederversammlungen mit Besichtigungen, thematische Zyklen und Exkursionen an Ziele im In- und Ausland. Des Weiteren werden Publikationen unternommen: Das Thurgauische Urkundenbuch in acht Bänden ist abgeschlossen; die Quellen zur Thurgauer Geschichte erscheinen sporadisch. Jedes Jahr erscheinen Thurgauer Beiträge zur Geschichte (seit 1861). Der Historische Verein arbeitet eng zusammen mit dem Staatsarchiv Thurgau, der Kantonsbibliothek Thurgau und dem Historischen Museum des Kantons Thurgau.
Der Verein wurde von 1998 bis 2018 von André Salathé (Staatsarchivar des Kantons Thurgau) geleitet, seit 2018 ist Karin Bauer Präsidentin.